# Loch Ard
Loch Ard fue un clíper con casco de hierro que se construyó en Escocia en 1873 y naufragó en la Costa de los Naufragios de Victoria, Australia, en 1878.

## Hundimiento

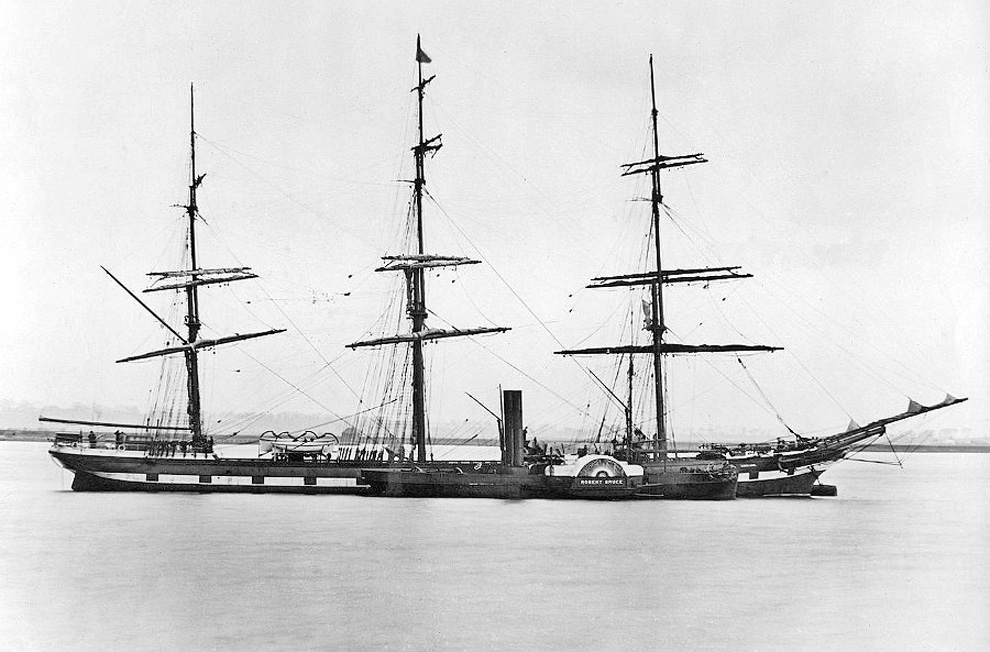
Loch Ard con el remolcador del Támesis Robert Bruce

Loch Ard zarpó de Gravesend, Kent, el 1 de marzo de 1878 con destino a Melbourne, al mando del capitán George Gibbs y con una tripulación de 37 hombres y 17 pasajeros, un total de 54 personas. Llevaba una carga general mixta. El 1 de junio se aproximaba a Melbourne. La tripulación esperaba avistar tierra, pero se encontró con una niebla espesa. La investigación determinó que, al no poder ver el faro del cabo Otway, tener cronómetros defectuosos a bordo y no haber podido tomar una lectura para establecer su posición exacta debido a las malas condiciones meteorológicas de los días anteriores, Gibbs no era consciente de lo cerca que estaba de la costa. La niebla se disipó alrededor de las 4 de la mañana, revelando rompientes y acantilados. Gibbs ordenó rápidamente izar velas para virar y alejarse de la costa, pero no pudieron hacerlo a tiempo y encallaron en un arrecife. Los mástiles y las jarcias se vinieron abajo, matando a algunas personas en cubierta e impidiendo que los botes salvavidas se lanzaran con eficacia. El barco se hundió a los 10 o 15 minutos de chocar contra el arrecife.
La extendida creencia popular de que Gibbs confundió la apertura del cercano desfiladero de Loch Ard con Port Phillip Heads carece de base real o probable. No existe parecido físico ni cartográfico alguno, los barcos están obligados a detenerse fuera de los Heads para tomar un práctico, y Loch Ard nunca entró en el desfiladero.
Los dos únicos supervivientes del naufragio fueron Eva Carmichael, que sobrevivió aferrada a una viga durante cinco horas, y Thomas Pearce, un aprendiz que se aferró al casco volcado de un bote salvavidas. Pearce llegó primero a la orilla, luego oyó los gritos de Carmichael y volvió al océano para rescatarla. Desembarcaron en lo que hoy se conoce como el desfiladero de Loch Ard y allí se refugiaron antes de buscar ayuda. Pearce era hijastro del capitán RGA Pearce, capitán del SS Gothenburg, que había naufragado frente a Queensland en 1875.